# Église Sainte-Geneviève de Reims
Pour les articles homonymes, voir Église Sainte-Geneviève.
L'église Sainte-Geneviève, située à Reims, a été bâtie à la fin du XIXe siècle dans un style romano-byzantin. Dédiée à sainte Geneviève, elle se trouve rue Cazin et dépend pour le culte de l'archidiocèse de Reims.

## Histoire
L'église Sainte-Geneviève est construite sur les plans de l'architecte Ernest Brunette. Cet architecte travaille pour la ville de Reims depuis 1873, il est le fils de l'ancien directeur du service de l'architecture de la Ville Narcisse Brunette. Commencée en 1875, elle est ouverte au culte en 1877. La construction est impulsée par le cardinal Langénieux. Elle est financée par Madame Roederer-Boisseau, aidée de généreux donateurs. Elle fut érigée sur des terrains incultes. De style romano-byzantin, elle se caractérise par son escalier à double révolution et l’abondance de ses vitraux retraçant la vie de sainte Geneviève et d'autres saints. Contrairement à bon nombre de monuments de la Cité des sacres, cette église n'a pas été fortement endommagée par la Première Guerre mondiale. 

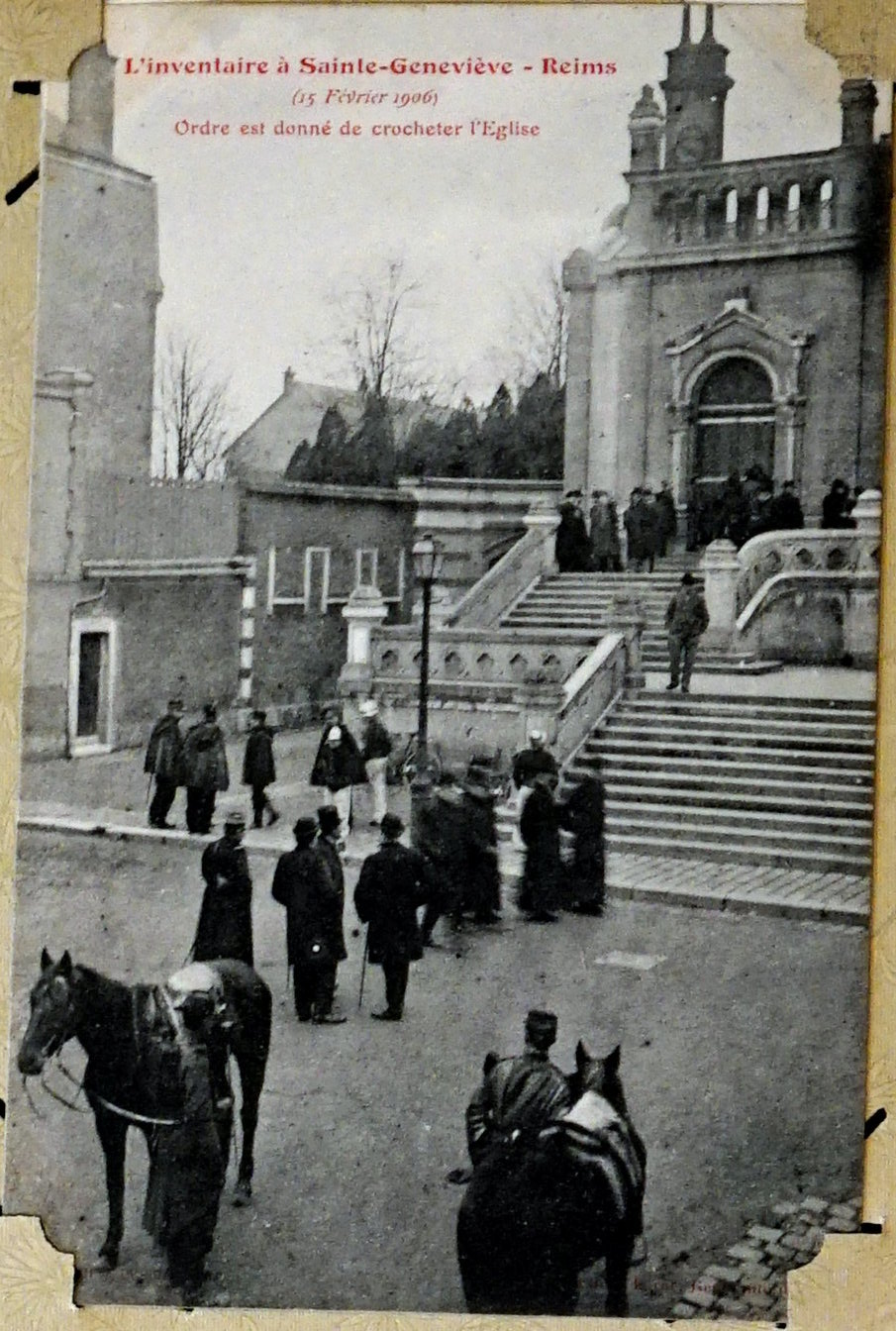
Face à face en 1906 lors de la querelle des inventaires,
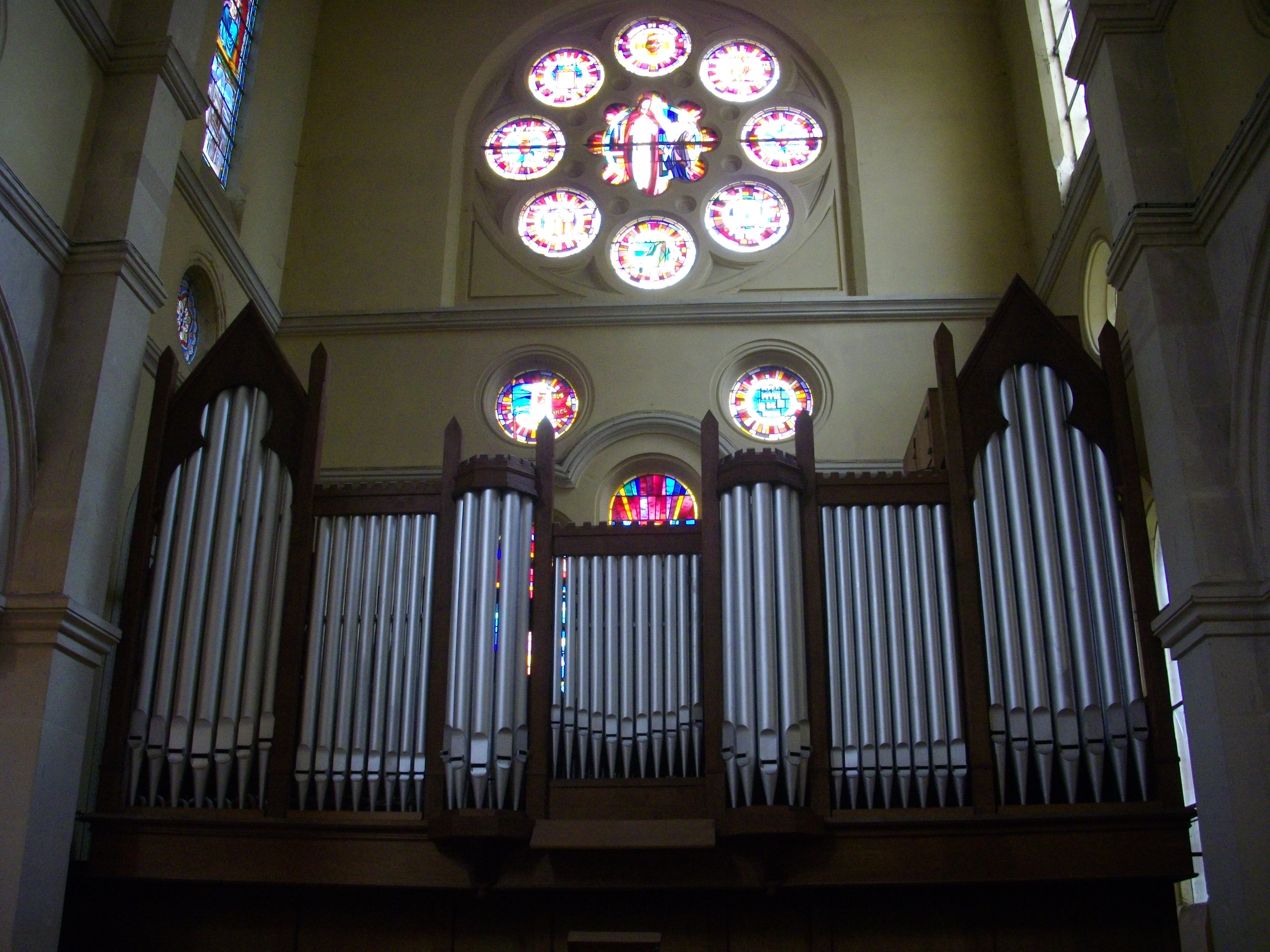
Orgues de chœur,
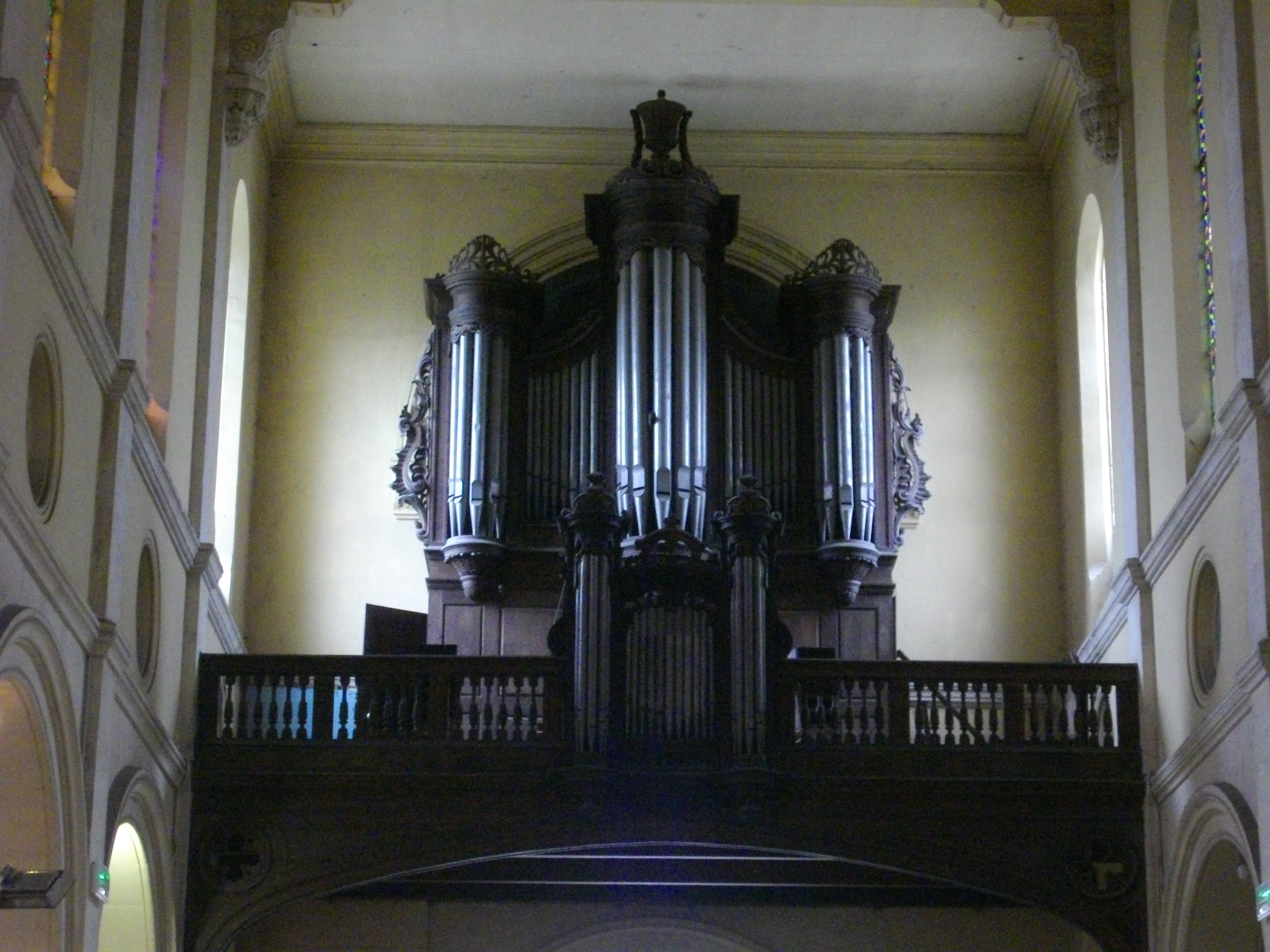
et de tribune.
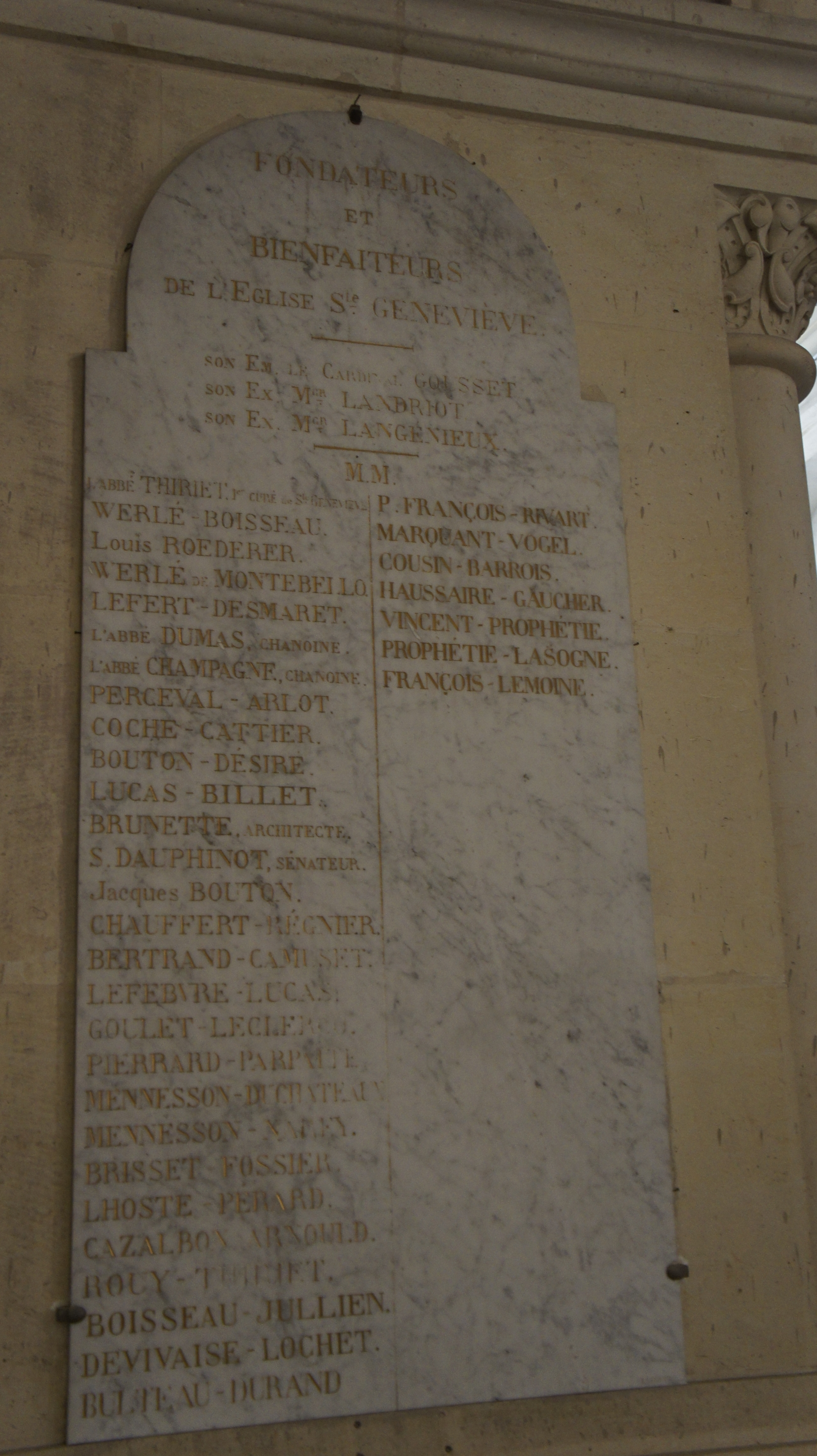
Liste des
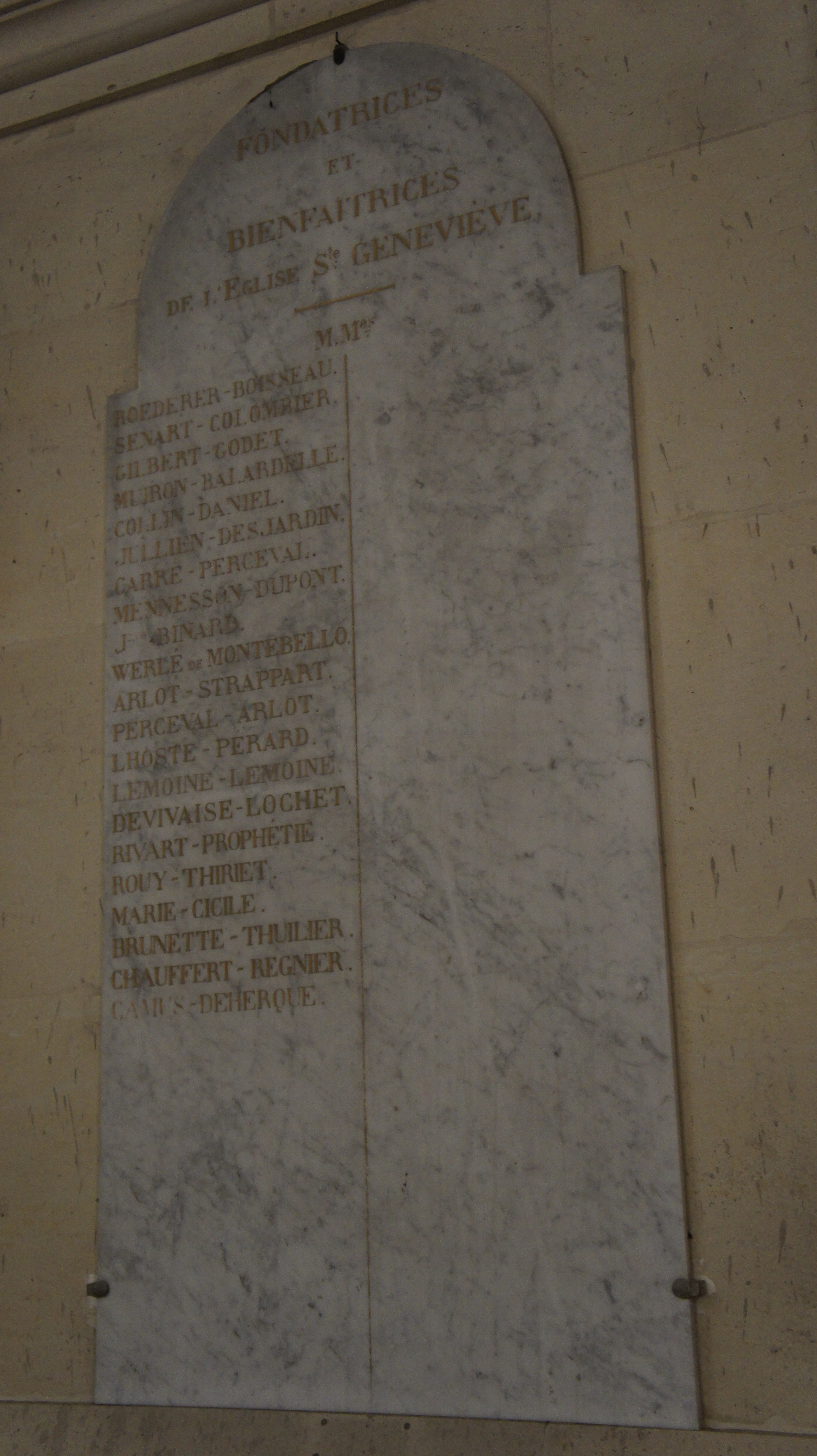
bienfaiteurs.
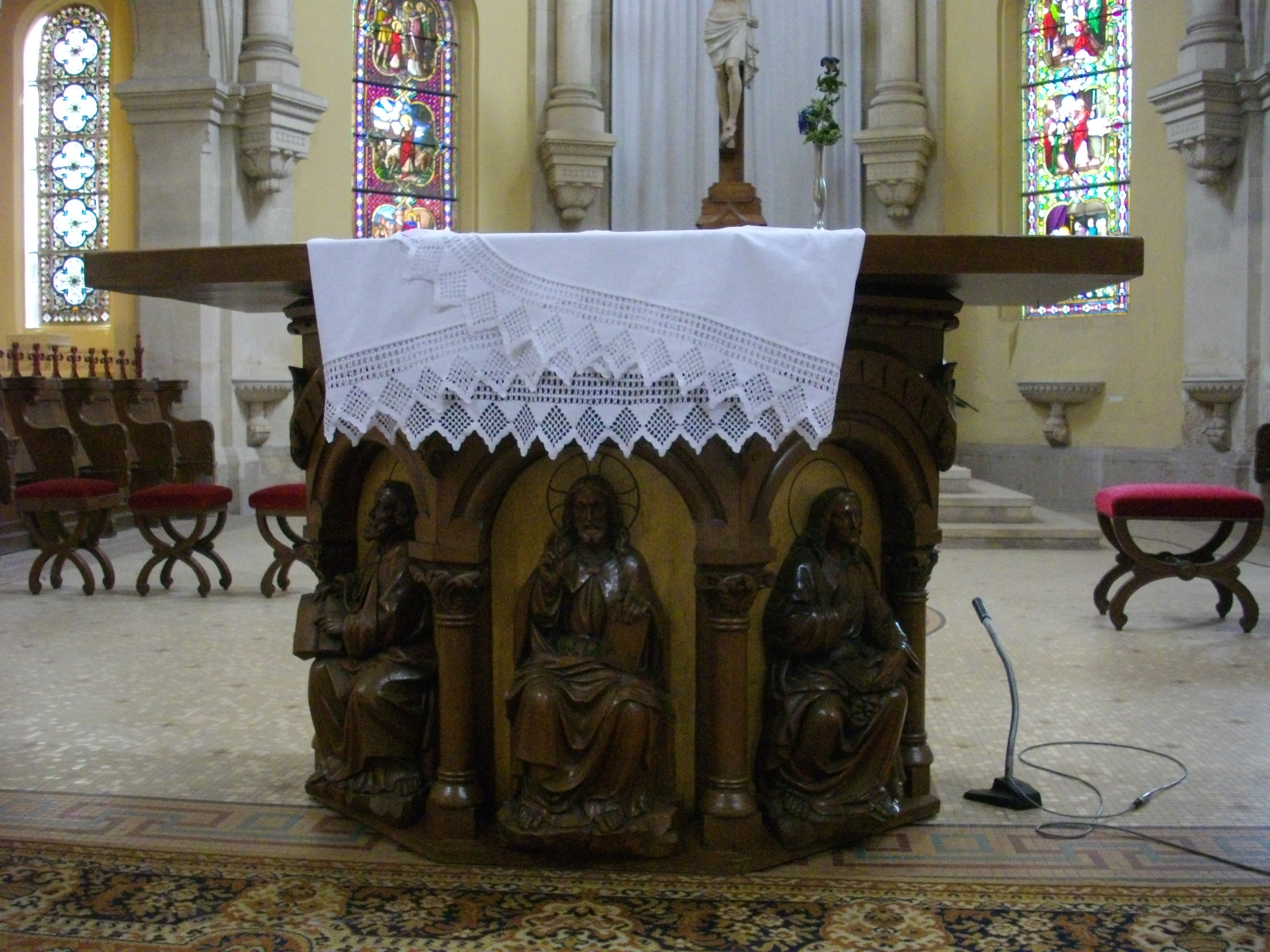
Autel principal.

## L'orgue
Au fond à droite de l'allée centrale, dans le chœur de l'église, l'orgue néo-classique est construit par Haerpfer-Hermann en 1952, puis restauré  par ses soins en 1967. Il comporte 21 jeux répartis sur 2 claviers, pédalier.

## Galerie d'images

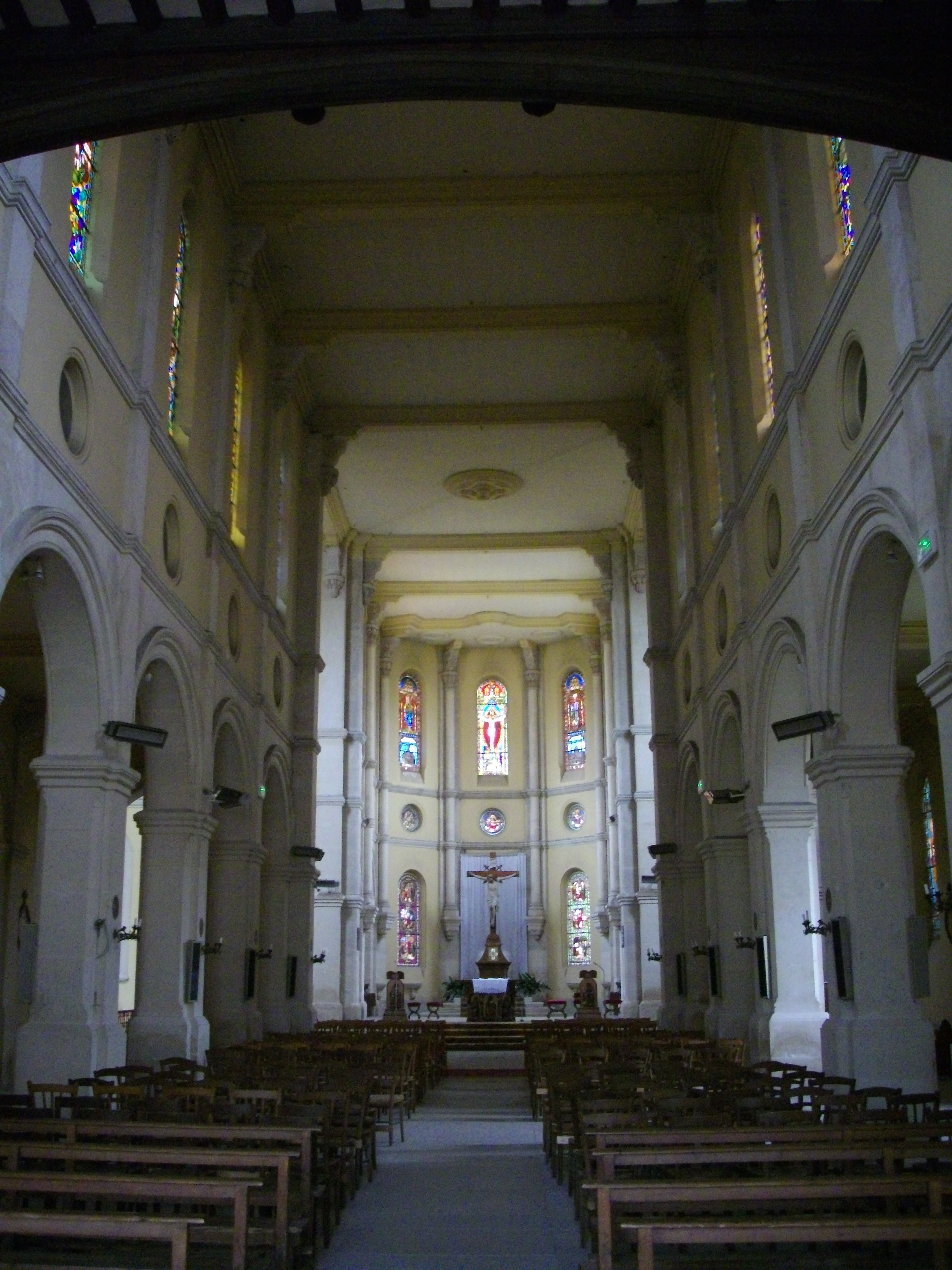
La nef,
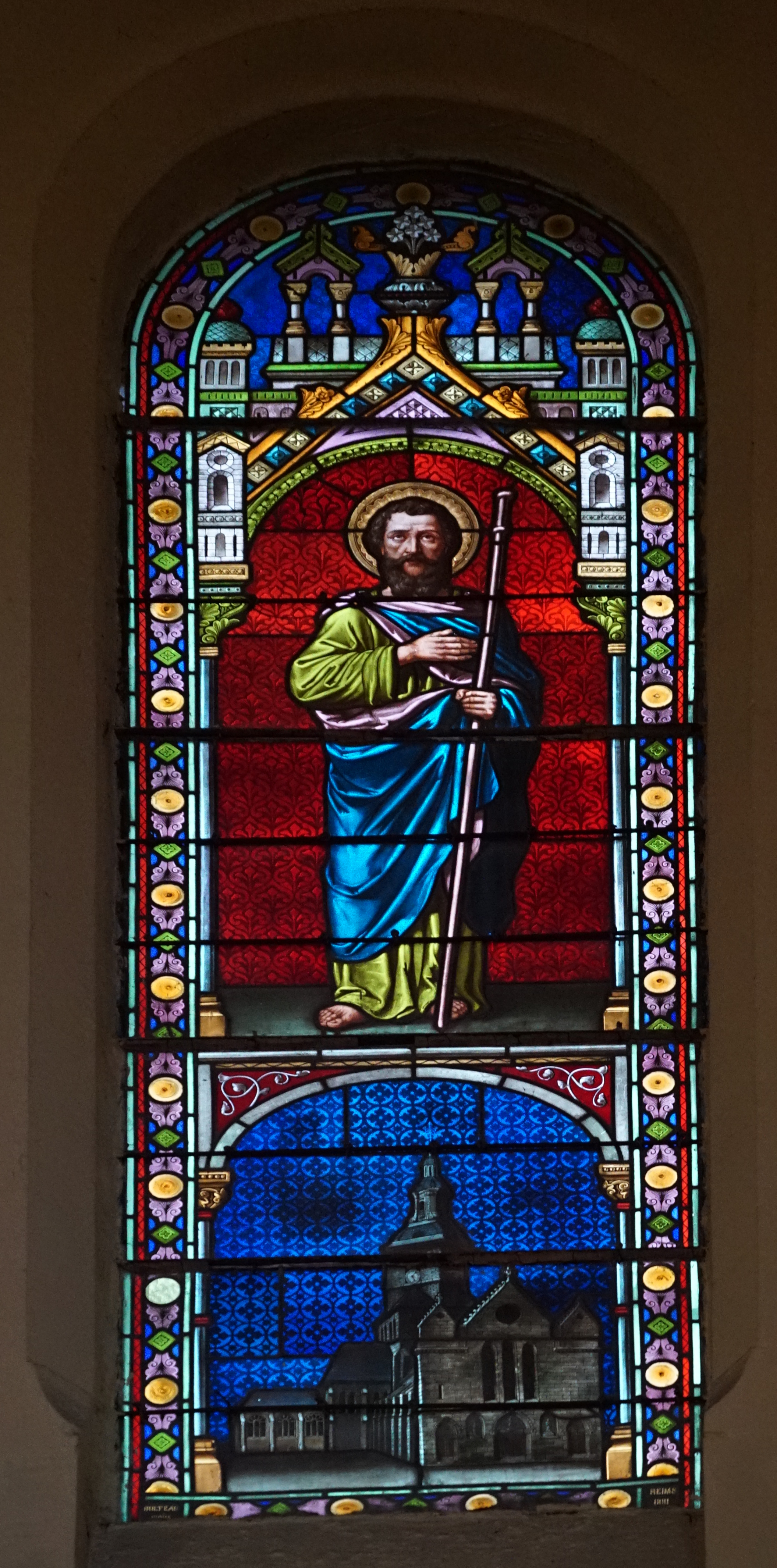
Jacques et la représentation de l'église Saint-Jacques de Reims,
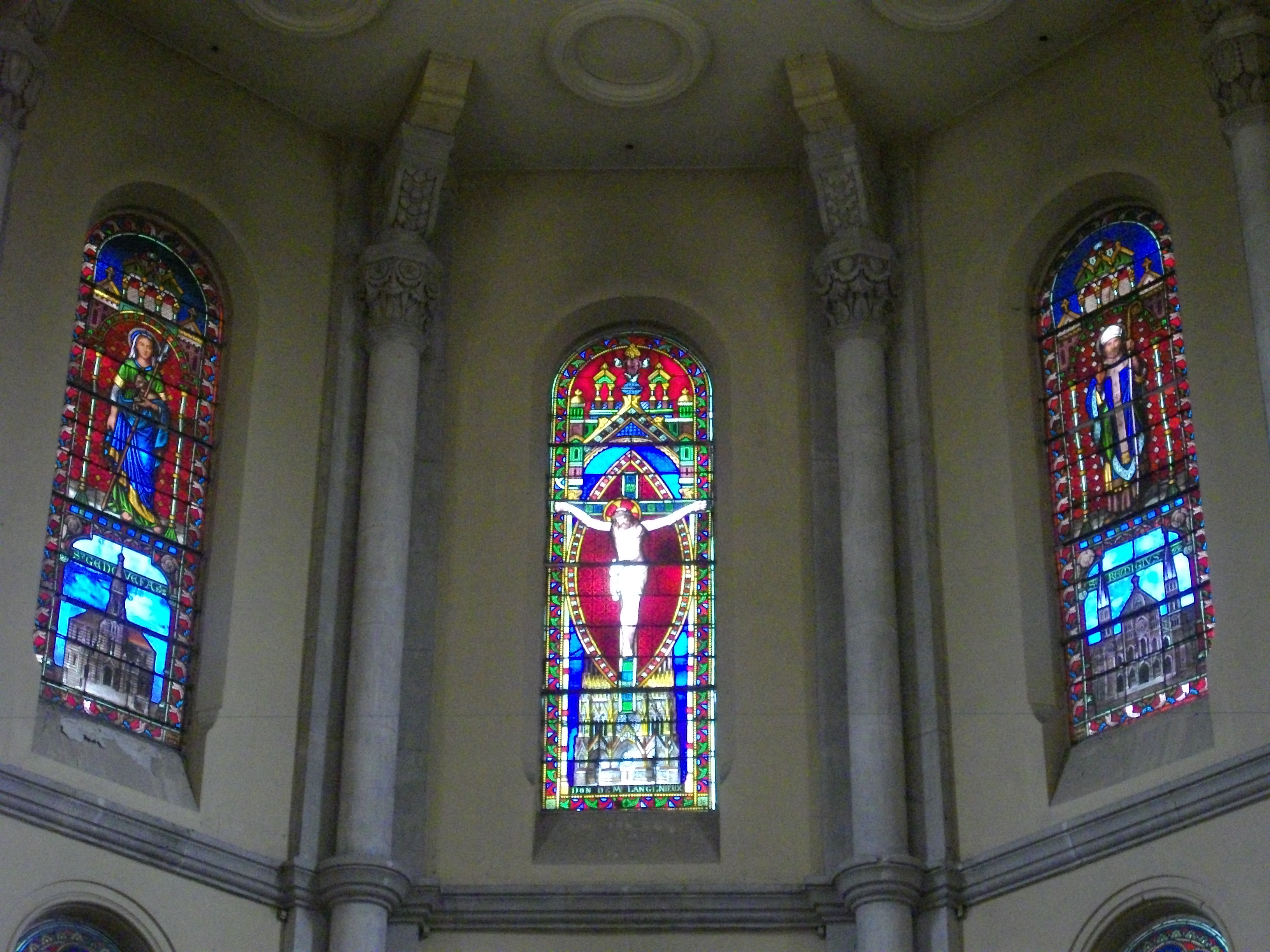
vitraux du chœur,
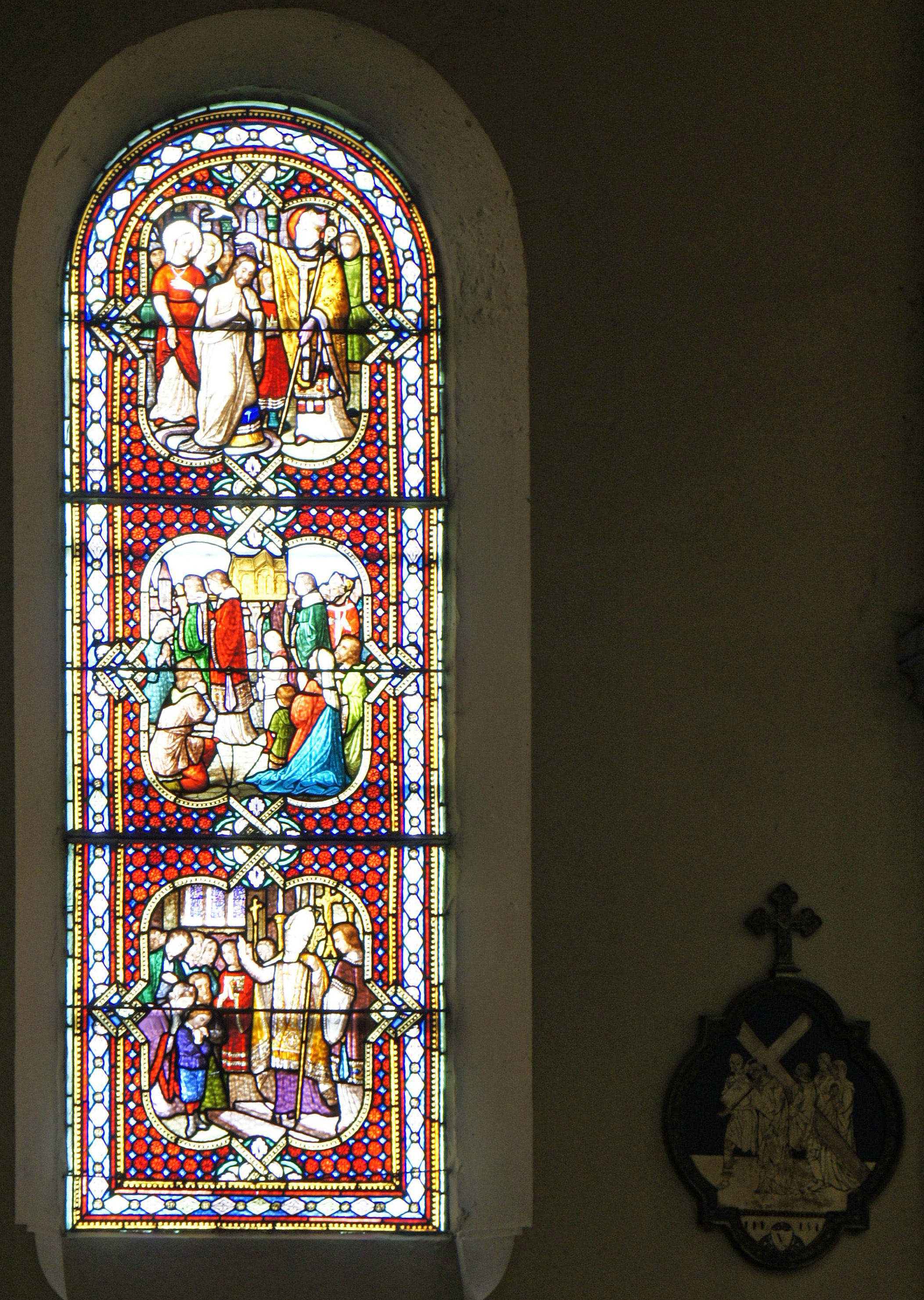
vie de Remi et chemin de croix,
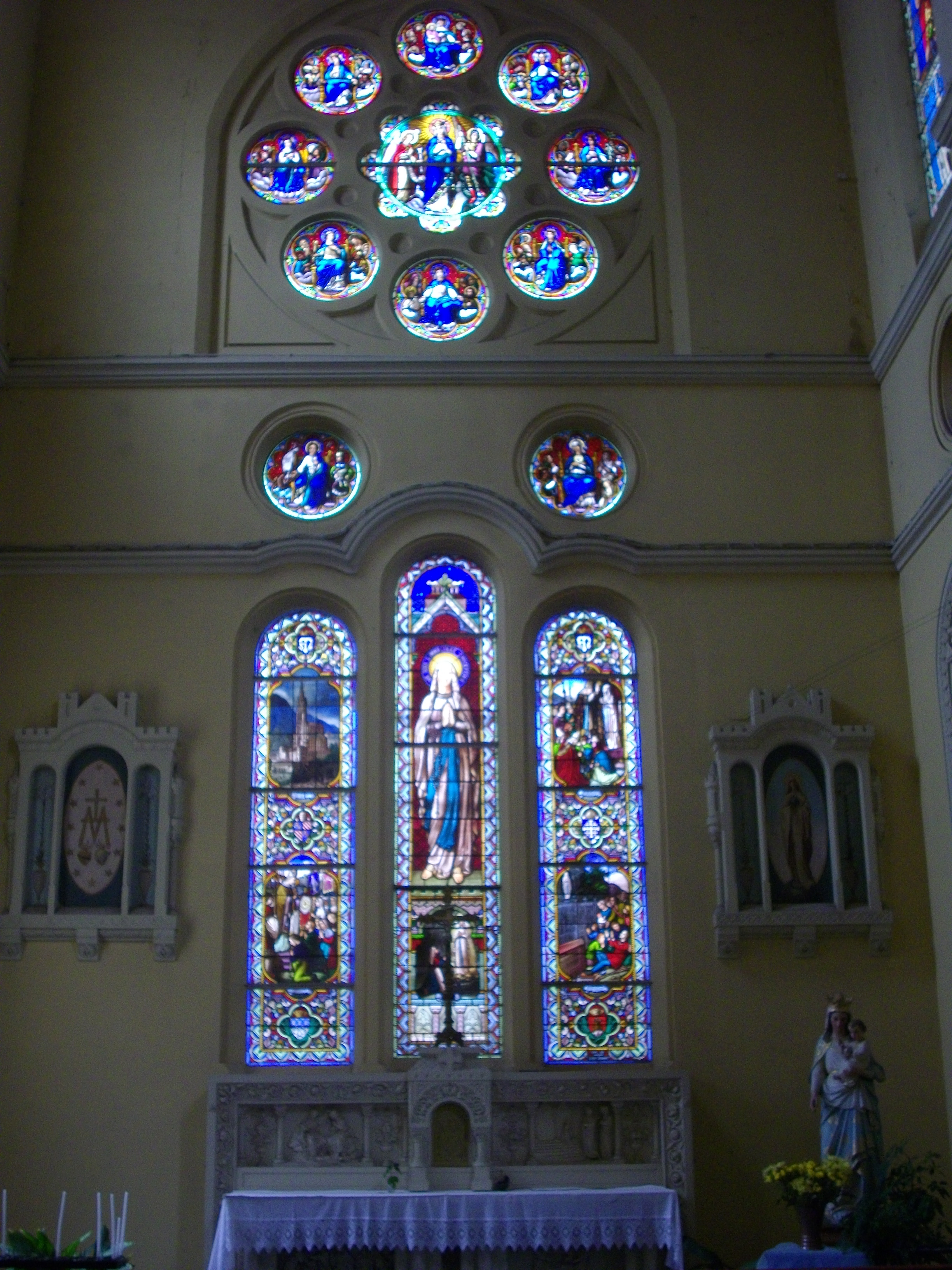
transept.